# Lisa Adkins
Lisa Adkins es una socióloga y académica australiana.
A 2018, posee una cátedra en la Universidad de Sídney, donde también es responsable de la Escuela de Ciencias Sociales y Políticas; desde 2015, también ha sido profesora distinguida en la Academia de Finlandia; y, anteriormente ejerció cátedras en la Universidad de Mánchester y en la de Goldsmiths. 
Ha publicado ensayos, en los campos de la sociología económica y teoría feminista; y, más recientemente sobre el Estado del bienestar y de los mercados laborales bajo un capitalismo financiero en sociedades posindustriales. 

## Honores

### Ediciones
Es coeditora en jefe de Australian Feminist Studies. Su número especial del Australian Feminist Studies sobre el tema "Dinero" apareció en octubre de 2018.

## Obra

### Algunas publicaciones
- The Time of Money (Stanford University Press, ISBN 9781503607101 2018).

- (coeditora con Maryanne Dever y Anthea Taylor) Germaine Greer: Essays on a Feminist Figure (Routledge, 2018)

- (coeditora con Maryanne Dever) Gender and Labour in New Times (Routledge, 2017).

- (coeditora con Caragh Brosnan and Steve Threadgold) Bourdieusian Prospects (Routledge, 2016).

- (coeditora con Maryanne Dever) The Post-Fordist Sexual Contract: Working and Living in Contingency (Palgrave Macmillan, 2016).

- (coeditora con Celia Lury) Measure and Value (Wiley-Blackwell, 2012).

- (coeditora con Beverley Skeggs) Feminism after Bourdieu (Blackwell Publishers, 2005).

- Revisions: Gender and Sexuality in Late Modernity (Open University Press, 2002).

- Gender: A Sociological Reader. Routledge Studies in Social and Political Thought. Routledge student readers. Ed. Stevi Jackson, Sue Scott; edición reimpresa de Psychology Press, 465 p. 2002 ISBN 0415201802, ISBN 9780415201803

- (coeditora con Diana Leonard) Sex in Question: French Materialist Feminism (Taylor & Francis, 1996).

- (coeditora con Janet Holland) Sex, Sensibility and the Gendered Body (Palgrave Macmillan, 1996).

- (coeditora con Vicki Merchant) Sexualizing the Social: Power and the Organization of Sexuality (Palgrave Macmillan, 1996).

- Gendered Work: Sexuality, Family and the Labour Market (Open University Press, 1995).